# Calle de la Pasa
La calle de la Pasa es una vía pública de la ciudad española de Madrid, situada en el barrio de Palacio, distrito Centro, y que une la plaza de Puerta Cerrada con la plaza del Conde de Barajas.

## Historia

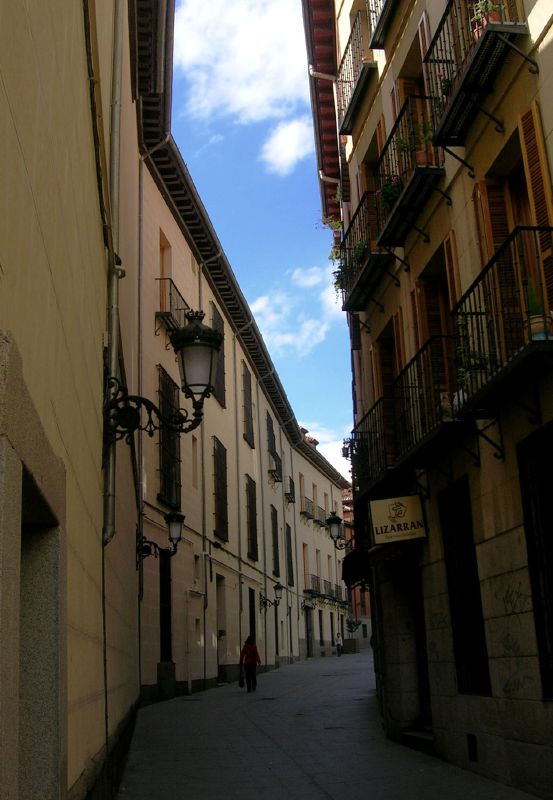
Vista de la calle.

Comienza en la plaza de Puerta Cerrada y en el siglo xix terminaría en plaza del Conde de Miranda, al menos según cuentan Cambronero y Peñasco de  Puente; sin embargo en el siglo xxi su tramo final corresponde a la calle del Conde de Miranda, finalizando su recorrido la calle de la Pasa en la plaza del Conde de Barajas.
Aparece tanto en el plano de Texeira de 1656, aunque sin nombre, como en el plano de Espinosa de 1769, ya con la denominación actual. En el número 3 de la calle se ubicaba la vicaría eclesiástica.
Según la tradición, cuentan tanto Antonio de Capmany como Hilario Peñasco de la Puente y Carlos Cambronero, el infante cardenal arzobispo de Toledo, Luis Antonio Jaime, habría repartido diariamente a los pobres, por una puertecilla que caía a espaldas del palacio arzobispal, un puñado de pasas, actividad que habría tenido que suprimirse por los escándalos que la gente produciría mientras aguardaba la hora de la limosna. De esta circunstancia habría tomado su nombre la calle.